# Equinoneoides
Els equinoneoides (Echinoneoida) són un ordre d'equinoïdeus irregulars que inclou tres espècies actuals i una setantena d'espècies fòssils. Aquest ordre és, sens dubte, el més basal dels eriçons irregulars, encara molt a prop dels regulars; va aparèixer al Jurassic (Oxfordià).

## Característiques
Els equinoneoides són eriçons de mar irregulars; la seva closca subesfèrica té una forma més o menys ovalada, la boca (peristoma) es troba al centre de la cara oral (inferior) i l'anus (periprocte) just darrere ell (formant un eix antero-posterior i, per tant, una simetria biradial), mentre que els 4 orificis genitals i la placa madrepòrica es troben a l'àpex, a la part superior de la cara aboral. Els ambulacres connecten l'àpex amb el peristoma sense diferenciar-se, com en els eriçons de mar normals. Les plaques de la closca mostren tubercles de mida uniforme, no diferenciats. Aquests eriçons de mar no tenen una llanterna Aristòtil.

## Taxonomia
L'ordre Echinoneoida inclou una família actual i tres de fòssils:
- Família Conulidae Lambert, 1911 †
- Família Galeritidae Gray, 1825 †
- Família Neoglobatoridae Endelman, 1980 †
- Família Echinoneidae L. Agassiz & Desor, 1847